# Leuconitocris singularis
Leuconitocris singularis é uma espécie de escaravelho da família Cerambycidae.  Foi descrito por Pierre Téocchi em 1994.